# Leonardo Sanchez
Leonardo Sanchez Secundino (Santo André, 1983/1984), mais conhecido como Léo Sanchez, é um empresário e piloto brasileiro, que atua no ramo farmacêutico e compete na Porsche GT3 Cup Challenge Brasil.

## Carreira
Descendente de espanhóis e italianos, sendo neto do fundador da farmacêutica EMS Emiliano Sanchez, Leonardo Sanchez começou a atuar nos negócios da família aos 16 anos, lavando tubos de ensaio. Após passar por diversas áreas da empresa, em 2016, ele já era um dos controladores da EMS, junto com o tio Carlos Sanchez e o irmão Marcus Vinicius. Em 2014, a família Sanchez lançou oficialmente o Grupo NC, um conglomerado de 25 empresas que inclui a a EMS. Em maio de 2020, Leonardo era responsável pelo setor de Novos Negócios da EMS. Ele também é fundador e CEO Global da USK, empresa de dermocosméticos integrante do Grupo NC.

## Como piloto
Sanchez estreou como piloto na Stock Light 2018. Depois de uma participação especial na preliminar do GP Brasil de F1 pela Porsche Cup, competiu na Porsche GT3 Cup Challenge Brasil, tendo sido campeão da Porsche Endurance Series na temporada de 2019, junto com Átila Abreu. Ainda com Abreu, Sanchez atualmente defende o título na categoria 3.8 da GT3 Sport Cup Challenge, na temporada de 2020. A temporada de 2021 de Leo Sanchez na Porsche Cup aconteceu novamente na categoria GT3 Cup. O piloto novamente fez dupla com Abreu na Endurance Series da mesma categoria e na Império Endurance Brasil. Os esforços de Sanchez para a temporada de 2022 começaram nas 24h de Dubai, prova de longa duração, onde Leo tripulou um novíssimo Porsche 911 GT3 Cup geração 992, visando preparação para a temporada da Porsche Cup Brasil que recebe os novos modelos da montadora alemã.

## Vida pessoal
Leonardo Sanchez perdeu a mãe Nanci, em 2009. Ela faleceu em decorrência da H1N1. Além do automobilismo, Sanchez também já declarou ter praticado corrida, muay thai e golf.